# 17 juin en sport
17 mai 17 juillet
Chronologies thématiques
- Croisades
- Ferroviaires
- Disney

Le 17 juin (168e jour de l'année ou 169e en cas d'année bissextile) en sport.

## Événements

### XVIIIesiècle
- 1760 :
  - (Boxe) : après une décennie de règne très controversé (matches arrangés…), le boxeur anglais Jack Slack est battu par Bill Stevens[1].

### XIXesiècle
- 1851 :
  - (Baseball) : nouveau succès des New York Knickerbockers contre le Washington Club : 22-20[2].

### XXesièclede1901à1950
- 1928 :
  - (Sport automobile) : victoire de Woolf Barnato et Bernard Rubin aux 24 Heures du Mans.
- 1933 :
  - (Sport automobile) : départ de la 11e édition des 24 Heures du Mans.
- 1934 :
  - (Sport automobile) : victoire de Luigi Chinetti et Philippe Étancelin aux 24 Heures du Mans.
  - (Sport automobile) : Grand Prix automobile de Penya-Rhin.
- 1939 :
  - (Sport automobile) : départ de la 16e édition des 24 Heures du Mans.
- 1941 :
  - (Athlétisme) : Lester Steers établit un nouveau record du monde du saut en hauteur à 2,11 mètres.
- 1945 :
  - (Football) : le FC Rouen devient champion de France de football en battant Lyon 4-0 à Colombes.

### XXesièclede1951à2000
- 1951 :
  - (Sport automobile) : troisième grand prix de F1 de la saison 1951 en Belgique, remporté par Giuseppe Farina sur Alfa Romeo.
- 1962 :
  - (Sport automobile) : le pilote écossais Jim Clark remporte sa première victoire dans le championnat du monde de Formule 1 — lors de son  17e Grand Prix — au Grand Prix de Belgique, sur le Circuit de Spa-Francorchamps.
- 1970 :
  - (Athlétisme) : Wolfgang Nordwig porte le record du monde du saut à la perche à 5,45 mètres.
  - (Football) : demi-finale d'anthologie en coupe du monde de football au Mexique entre l'Allemagne et l'Italie. Menés 1 but à 0 jusqu’à la dernière minute, les Allemands parviennent à égaliser grâce à un but du défenseur du Milan AC Karl-Heinz Schnellinger pendant les arrêts de jeu. Cinq buts seront inscrits au cours des deux mi-temps d'une prolongation exceptionnelle, au terme de laquelle les Italiens finissent par s'imposer 4 buts à 3, après plusieurs renversements de situation. Un joueur s'est particulièrement mis en évidence, le capitaine allemand Franz Beckenbauer, resté sur le terrain avec le bras en écharpe, après s'être déboîté l’épaule à la 67e minute.
- 1973 : 
  - (Football) : l'Olympique lyonnais remporte la Coupe de France au Parc des Princes en battant en finale le FC Nantes 2-1 grâce à des buts de Dobrivoje Trivić et Bernard Lacombe. Lyon avait successivement éliminé Bordeaux, Marseille et Avignon.
  - (Formule 1) : Grand Prix automobile de Suède.
- 1978 :
  - (Formule 1) : Grand Prix automobile de Suède.
- 1984 :
  - (Formule 1) : Grand Prix automobile du Canada.
- 1994 :
  - (Football) : Ouverture de la XVe Coupe du monde de football aux États-Unis.
- 1995 :
  - (Sport automobile) : départ de la soixante-troisième édition des 24 Heures du Mans.
- 2000 :
  - (Natation) : le nageur américain Tom Malchow bat le record du monde du 200 m papillon, à Charlotte, en 1 min 55 s 18/100.
  - (Sport automobile) : Départ de la soixante-huitième édition des 24 Heures du Mans.

### XXIesiècle
- 2004 :
  - (Football) : à Leiria, au Portugal, l'Équipe de France réalise un match nul 2-2 face à la Croatie, en match comptant pour le groupe B de la phase finale du Championnat d'Europe de football, et prend la tête du groupe. Buts pour la Croatie : Milan Rapaić (48e sur pen.), Dado Prso (52e). Buts pour la France : Igor Tudor (22e c.s.c), David Trezeguet (64e)
- 2006 :
  - (Sport automobile) : départ de la soixante-quatorzième édition des 24 Heures du Mans.
- 2007 : 
  - (Football) : le Real Madrid remporte sur le fil, lors de la 38e et dernière journée, son 30e titre de champion d'Espagne, malgré la large victoire à l'extérieur du FC Barcelone 5-1 face à Tarragone, en s'imposant à domicile sur le score de 3-1 contre Majorque. Le Real et le Barça terminent à égalité de points, le club de la capitale espagnole étant sacré grâce à une meilleure différence de buts particulière.
  - (Cyclisme) : le Français Christophe Moreau remporte, à 36 ans, le Critérium du Dauphiné libéré pour la seconde fois de sa carrière, après sa victoire de 2001, à l'issue de la dernière étape entrte Valloire et Annecy. Il s'impose devant l'Australien Cadel Evans et le Kazakh Andrey Kashechkin.
  - (Sport automobile) : Grand Prix automobile des États-Unis. Le jeune prodige britannique Lewis Hamilton, huit jours après son premier succès au GP du Canada, remporte sa seconde victoire en Formule 1, après seulement sept courses dans la discipline reine du sport automobile, confortant sa première place en tête du championnat du monde, avec 10 points d'avance sur le double champion du monde Fernando Alonso.
  - (Sport automobile) : l'équipage de l'Audi R10 no 1, composé de Frank Biela, Emanuele Pirro et Marco Werner, qui s'était déjà imposé en 2006, remporte la 76e édition des 24 Heures du Mans devant la Peugeot 908 no 8 (Bourdais-Sarrazin-Lamy) et la Pescarolo no 16 (Collard-Dumas-Boullion). Le constructeur allemand signe ainsi sa quatrième victoire consécutive dans l'épreuve d'endurance mancelle, la septième en huit ans.
  - (Tennis) : l'Américain Andy Roddick (tête de série no 2) remporte le tournoi de tennis du Queen's, pour la quatrième fois de sa carrière, en battant en finale le Français Nicolas Mahut en trois manches (4-6, 7-6, 7-6), après avoir écarté une balle de match dans le tie-break du deuxième set.
- 2008 :
  - (Basket-ball) : le club des Boston Celtics gagnent leur 17e finale NBA en battant 4 matchs à 2 les Lakers de Los Angeles sur le score de 131-92. Chez eux, au TD Banknorth Garden, les Celtics n'ont laissé aucune chance aux Lakers grâce à leurs trois stars : Kevin Garnett (26 points, 14 rebonds), Paul Pierce (17 points, MVP de la finale) et Ray Allen (26 points, 7/9 à 3 points). Doc Rivers, entraîneur des Celtics était très heureux de ses joueurs. En revanche, Kobe Bryant, Phil Jackson, Ronny Turiaf voyaient le trophée se dérober de leurs mains.
- 2012 : :
  - (Sport automobile) : l'équipage de l'Audi R18 e-tron quattro no 1, composé de André Lotterer, Marcel Fässler et Benoît Tréluyer, qui s'était déjà imposé en 2011, remporte la 81e édition des 24 Heures du Mans devant les Audi no 2 et no 4. Le constructeur allemand signe ainsi sa troisième victoire consécutive dans l'épreuve d'endurance mancelle, la onzième en treize ans.
- 2017 : 
  - (Compétition automobile /Endurance) : départ à 15 heures de la 85e édition des 24 Heures du Mans sur un circuit routier, au sud de la ville du Mans, dans le département de la Sarthe en France.
  - (Football /Coupe des confédérations) : début de la 10e édition de la Coupe des confédérations qui se déroule en Russie, dans les villes de Kazan, Saint-Pétersbourg, Moscou et Sotchi jusqu'au 2 juillet 2017.
- 2018 :
  - (Compétition automobile /Endurance) : sur le Circuit des 24 Heures du Mans, le constructeur japonais Toyota triomphe pour la 1re fois après 20 tentatives grâce à l’Espagnol Fernando Alonso associé au Japonais Kazuki Nakajima et au Suisse Sébastien Buemi sur la Toyota n°8. Le clan nippon qui succède au palmarès à Porsche, s’offre le doublé avec la n°7 entre les mains du Japonais Kamui Kobayashi associé au Britannique Mike Conway et à l’Argentin José Maria Lopez à 2 tours à l’issue d’une épreuve que le constructeur a dominé de la tête et des épaules. La Rebellion Racing n°3 emmenée par le Français Thomas Laurent, l’américain Gustavo Menezes et le Suisse Mathias Beche complète le podium, à 12 tours.
  - (Cyclisme sur route /UCI World Tour) : la 82e édition du Tour de Suisse est remportée par l’Australien Richie Porte qui devance le Danois Jakob Fuglsang et le Colombien Nairo Quintana.
  - (Escrime /Euro) : sur la seconde journée des Championnats d'Europe d'escrime, à l'épée individuelle hommes, victoire du Français Yannick Borel et au fleuret individuel femmes, victoire de la Russe Inna Deriglazova.
  - (Rugby à XV /Mondial des -20) : l'équipe de France de rugby à XV U20 triomphe en finale du championnat du monde face à l'Angleterre (31-25)[3].
- 2020 :
  - (Football) 
    - (Premier League) : Après trois mois sans match, pour cause de crise sanitaire la Premier League reprend ses droits ce jour avec un match en retard de la 28e journée[4].
    - (Ligue des champions de l'UEFA /Ligue Europa) :  l’UEFA dévoile ce jour les détails de la reprogrammation des phases finale des Coupes d’Europe masculine et féminine en août[5]. Mises entre parenthèses en raison Covid-19, les phases finales de la Ligue des champions et Europa iront finalement bien à leur terme, idem pour la Ligue des champions féminine à des dates inhabituelles et dans un format inédit. Pour rappel, quatre 8es de finale n'ont pas encore dévoilé leur verdict. Une fois ces 8es retour joués les 7 et 8 août, le format de la compétition changera exceptionnellement à partir des quarts de finale. l'UEFA a retenu la date du 10 juillet pour organiser le tirage au sort intégral du tournoi à huit équipes qui va clore cette saison de Ligue des champions à Lisbonne, au Portugal, entre le 12 et le 23 août[6].
- 2021 :
  - (Basket-ball /Euro féminin) : début de la 38e édition du Championnat d'Europe féminin de basket-ball qui se déroule en France à Strasbourg et en Espagne à Valence jusqu'au 27 juin 2021.

## Naissances

### XIXesiècle
- 1876 :
  - William Carr, rameur américain. Champion olympique du huit aux Jeux de Paris 1900. († 25 mars 1942).
- 1881 : 
  - Tommy Burns, boxeur canadien. Champion du monde poids lourds de boxe de 1906 à 1908. († 10 mai 1955).

### XXesièclede1901à1950
- 1905 : 
  - Conduelo Píriz, footballeur uruguayen. Champion du monde de football 1930. (7 sélections en équipe nationale). († 25 décembre 1976).
- 1916 : 
  - Luigi Scarabello, footballeur puis entraîneur italien. Champion olympique aux Jeux de Berlin 1936. (2 sélections en équipe nationale). († 2 juillet 2007).
- 1918 : 
  - Bernard Marie, arbitre de rugby puis homme politique français. († 10 février 2015).
- 1929 : 
  - Tomislav Crnković, footballeur et ensuite entraîneur yougoslave puis croate. (51 sélections avec l'équipe de Yougoslavie). († 17 janvier 2009).
- 1932 : 
  - Derek Ibbotson, athlète de fond britannique. Médaillé de bronze du 5 000m aux Jeux de Melbourne 1956. († 23 février 2017).
- 1940 : 
  - Marcel Aubour, footballeur français. (20 sélections en équipe de France).
- 1941 :
  - Roger Quemener, athlète français. († 18 juillet 2021).
- 1942 :
  - David Njitock, athlète camerounais. († 1997).
  - Charles Marchetti, footballeur français. (3 sélections en équipe nationale). († 7 février 2018).
- 1943 :
  - Stephen Clark, nageur américain. Champion olympique  relais 4 × 100 mètres nage libre, du  relais 4 × 200 mètres nage libre et du relais 4 × 100 mètres quatre nages aux Jeux d'été de Tokyo 1964.
  - Peter Doak, nageur australien. Médaillé de bronze du relais 4 × 100 mètres nage libre aux Jeux d'été de Tokyo 1964.
  - Viktor Kudynskyy, athlète soviétique puis ukrainien. Champion d'Europe du 3 000 mètres steeple en 1966. († 18 août 2005).
  - Vitaly Parkhimovich, tireur soviétique. Médaillé de bronze du tir à la carabine à 50 mètres en trois positions aux Jeux olympiques de 1968. († 15 janvier 1995).
- 1944 :
  - Chucho Castillo, boxeur mexicain. Champion du monde des poids coqs WBA et WBC entre 1970 et 1971. († 15 janvier 2013).
  - Daniel Dubois, joueur de rugby à XV français. Vainqueur du Championnat de France en 1969 avec le CA Bègles. (1 sélection en équipe nationale). († 23 mai 2001).
  - Lucien Guitteny, pilote automobile français.
  - Alastair McHarg, joueur de rugby à XV écossais. Vainqueur du Tournoi des Cinq Nations en 1973. (44 sélections en équipe nationale).
  - Matti Paatelainen, footballeur finlandais. (47 sélections en équipe nationale).
- 1945 :
  - Patrick Hickey, dirigeant sportif irlandais. Président du Comité olympique d'Irlande depuis 1989.
  - Eddy Merckx, cycliste sur route et sur piste belge. Champion du monde de cyclisme sur route 1967, 1971 et 1974. Vainqueur des Tours de France 1969, 1970, 1971, 1972 et 1974, des Tours d'Italie 1968, 1970, 1972, 1973 et 1974, des Tours de Belgique 1970 et 1971, du Tour d'Espagne 1973, du Tour de Suisse 1974 de Milan-San Remo 1966, 1967, 1969, 1971, 1972, 1975 et 1976, de Gand-Wevelgem 1967, 1970 et 1973, de la Flèche wallonne 1967, 1970 et 1972, de Paris-Roubaix 1968, 1970 et 1973, du Tour de Catalogne 1968, du Tour des Flandres 1969 et 1975, de Liège-Bastogne-Liège 1969, 1971, 1972, 1973 et 1975, du Tour de Lombardie 1971 et 1972, de l'Amstel Gold Race 1973 et 1975.
  - Inge Thun, footballeur norvégien. (4 sélections en équipe nationale). († 15 février 2008).
- 1946 :
  - Aleksandr Gazov, tireur soviétique. Champion olympique du tir à la carabine à 50 mètres avec cibles mobiles aux Jeux d'été de 1976.
  - Ahmed Mghirbi, footballeur puis entraîneur tunisien. (34 sélections en équipe nationale). († 16 mars 2021).
  - Alain Sarteur, athlète français. Champion d'Europe du relais 4 × 100 mètres et vice-champion d'Europe du 100 mètres en 1969.
- 1948 :
  - Alpo Suhonen, entraîneur de hockey sur glace finlandais. Sélectionneur de l'équipe de Finlande entre 1982 et 1986.
- 1949 :
  - Raymond Keruzoré, footballeur puis entraîneur français. (2 sélections en équipe nationale).
- 1950 :
  - Han Berger, footballeur puis entraîneur néerlandais. Sélectionneur par intérim de l'équipe d'Australie en 2010.
  - Rudolf Mang, haltérophile allemand. Vice-champion olympique des plus de 110 kg aux Jeux de Munich en 1972 et Vice-champion du monde de la même catégorie en 1972 et en 1973. († 12 mars 2018).
  - Denis Mathieu, footballeur français. († 27 janvier 1997).

### XXesièclede1951à2000
- 1951 :
  - John Garrett, hockeyeur sur glace puis consultant TV canadien.
- 1952 :
  - Mike Milbury, hockeyeur sur glace puis entraîneur américain.
- 1955 :
  - Robert Sauvé, hockeyeur sur glace canadien.
- 1958 :
  - Pierre Berbizier, joueur de rugby à XV puis entraîneur et ensuite consultant TV français. Vainqueur des Grands Chelems 1981 et 1987, des Tournois des Cinq Nations 1983, 1986, 1989 et 1993. (56 sélections en équipe de France). Sélectionneur de l'équipe de France de 1991 à 1995 puis de l'équipe d'Italie de 2005 à 2007.
  - Iain Milne, joueur de rugby à XV écossais. Vainqueur du Grand Chelem 1984. (44 sélections en équipe nationale).
- 1959 :
  - Adrie van der Poel, cycliste sur route et cyclocrossman néerlandais. Champion du monde de cyclo-cross 1996. Vainqueur du Tour des Flandres 1986, de Liège-Bastogne-Liège 1988, et de l'Amstel Gold Race 1990.
  - Níkos Stavrópoulos, basketteur puis entraîneur grec. Champion d'Europe de basket-ball 1987. Vainqueur de la Coupe Saporta 1991.
- 1960 :
  - Adrián Campos, pilote de F1 puis directeur d'écurie espagnol.
- 1963 :
  - Shin Joon-sup, boxeur sud-coréen. Champion olympique des -75 kg aux Jeux de Los Angeles 1984.
- 1964 :
  - Rinaldo Capello, pilote de courses automobile d'endurance italien. Vainqueur des 24 heures du Mans 2003, 2004 et 2008.
  - Michael Groß, nageur allemand. Champion olympique du 200 m libre et du 100 m papillon puis médaillé d'argent du 200 m papillon et du 4×200 m nage libre aux Jeux de Los Angeles 1984 puis champion olympique du 200 m papillon et médaillé de bronze du relais 4×200 m nage libre aux Jeux de Séoul 1988. Champion du monde de natation du 200 m nage libre et du 200 m papillon 1982 et 1986, champion du monde de natation du relais 4×200 m nage libre 1991. Champion d'Europe de natation du 200 m papillon 1981, champion d'Europe de natation du 200 m nage libre, des 100 m et 200 m papillon et du relais 4×200 m nage libre 1983, champion d'Europe de natation du 200 m nage libre des 100 m et 200 m papillon, des relais 4×100 m, 4×100 m 4 nages et du relais 4×200 m nage libre 1985 puis champion d'Europe de natation du 200 m papillon et du 4×200 m nage libre 1987.
  - Svetla Mitkova-Sınırtaş, athlète de lancers de poids et de disque bulgare puis turque.
- 1965 :
  - Dermontti Dawson, joueur de foot U.S. américain.
  - Terry Norris, boxeur américain. Champion du monde poids super-welters de boxe de 1990 à 1993, 1994, 1995 à 1997.
- 1969 :
  - Viktor Petrenko, patineur artistique soviétique puis ukrainien. Médaillé de bronze aux Jeux de Calgary 1988 et champion olympique aux Jeux d'Albertville 1992. Champion du monde de patinage artistique 1992. Champion d'Europe de patinage artistique 1990, 1991 et 1994.
  - Paul Tergat, athlète de fond kényan. Médaillé d'argent du 10 000 m aux Jeux d'Atlanta 1996 puis aux Jeux de Sydney 2000. Champion du monde de cross-country en individuel et par équipes 1995, 1996, 1997, 1998 et 1999, champion du monde de cross-country par équipes 2000
- 1970 :
  - Stéphane Fiset, hockeyeur sur glace canadien. Champion du monde de hockey sur glace 1994.
- 1972 :
  - Antoine Albeau, véliplanchiste français.
- 1973 :
  - Leander Paes, joueur de tennis indien. Médaillé de bronze en simple aux Jeux d'Atlanta 1996.
- 1976 :
  - Sven Nys, cyclocrossman belge. Champion du monde de cyclo-cross 2005 et 2013.
- 1978 :
  - Isabelle Delobel, patineuse de danse sur glace française. Championne du monde de patinage artistique de danse sur glace 2008. Championne d'Europe de patinage artistique de danse sur glace 2007.
- 1980 :
  - Venus Williams, joueuse de tennis américaine. Championne olympique en simple et en double aux Jeux de Sydney 2000, championne olympique en double aux Jeux de Pékin 2008 et aux Jeux de Londres 2012 puis médaillée d'argent du double mixte aux Jeux de Rio 2016. Victorieuse des Tournois de Wimbledon 2000, 2001, 2005, 2007 et 2008, des US Open 2000 et 2001, du Masters 2008 et de la Fed Cup 1999.
- 1982 :
  - Alexandre Alphonse, footballeur français.
  - Alex, footballeur brésilien. Vainqueur de la Copa América 2007. (18 sélections en équipe nationale).
- 1983 :
  - Arnaud Balijon, footballeur français.
- 1984 :
  - Si Tianfeng, athlète de marches athlétiques chinoise. Médaillée d'argent du 50km aux Jeux de Londres 2012.
- 1985 :
  - Márcos Baghdatís, joueur de tennis chypriote.
  - Manuel Fettner, sauteur à ski autrichien. Champion du monde de ski nordique du saut à ski par équipes 2013.
  - Jean-Baptiste Pierazzi, footballeur français.
- 1986 :
  - Guilhem Guirado, joueur de rugby à XV français. Vainqueur de la Coupe d'Europe de rugby 2015. (51 sélections en équipe de France).
  - André Hainault, footballeur canadien. (43 sélections en équipe nationale).
- 1987 :
  - Adjéhi Abbady, basketteuse ivoirienne. (51 sélections en équipe nationale).
  - Moustapha Diarra, basketteur français.
  - Mory Sidibé, volleyeur français. Champion d'Europe de volley-ball masculin 2015. Vainqueur de la Coupe de la CEV masculine 2014. (114 sélections en équipe de France).
- 1988 :
  - Sam Baird, joueur de snooker anglais.
  - Stephanie Rice, nageuse australienne. Championne olympique du 200 m 4 nages, du 400 m 4 nages et du relais 4×200 m nage libre aux Jeux de Pékin 2008.
  - Mark Payne, basketteur américain.
  - Rodney Wallace, footballeur costaricien. (32 sélections en équipe nationale).
- 1990 :
  - Matt Barnes, joueur de baseball américain.
  - Alan Dzagoev, footballeur russe. (59 sélections en équipe nationale).
  - Jordan Henderson, footballeur anglais. Vainqueur de la Ligue des champions 2019. (59 sélections en équipe nationale).
  - Josh Mansour, joueur de rugby à XIII australien. Champion du monde de rugby à XIII 2017. Vainqueur du Tournoi des Quatre Nations 2016. (3 sélections avec l'équipe du Liban et 7 avec l'équipe d'Australie).
  - Hansle Parchment, athlète de haies jamaïcain. Médaillé de bronze du 110m haies aux Jeux de Londres 2012.
  - Georg Preidler, cycliste sur route autrichien.
- 1991 :
  - Lise Arricastre, joueuse de rugby à XV française. Victorieuse des Grands Chelems 2014 et 2018. (73 sélections en équipe de France).
  - Théo Derot, handballeur français. (3 sélections en équipe de France).
  - Robert Berić, footballeur slovène. (20 sélections en équipe nationale).
- 1992 :
  - André Negrão, pilote de courses automobile d'endurance brésilien.
- 1993 :
  - Dougie Hamilton, hockeyeur sur glace canadien.
  - Nikita Koutcherov, hockeyeur sur glace russe. (29 sélections en équipe nationale).
- 1994 :
  - Didier Ndong Ibrahim, footballeur gabonais. (31 sélections en équipe nationale).
- 1995 :
  - Clément Lenglet, footballeur français. (12 sélections en équipe de France).
  - Arkadiusz Reca, footballeur polonais. (14 sélections en équipe nationale).
- 1996 :
  - Olivia Mellegård, handballeuse suédoise. (47 sélections en équipe nationale).
- 1997 :
  - Alexander Bublik, joueur de tennis kazakh.
  - Amir Coffey, basketteur américain.
- 1999 :
  - Elena Rybakina, joueuse de tennis russo-kazakhe.
  - Luis Sinisterra, footballeur colombien.
  - Vinícius Souza, footballeur brésilien.

### XXIesiècle
- 2001 :
  - Narek Grigoryan, footballeur arménien.
  - Lena Hentschel, plongeuse allemande. Médaillée de bronze en plongeon synchronisée à 3 mètres aux Jeux olympiques de 2020, championne d'Europe en 2020 et vice-championne d'Europe en 2018 et en 2019 de la même discipline.
  - Pauls Rubenis, coureur cycliste letton.
  - Abdallah Sima, footballeur sénégalais. (4 sélections en équipe nationale).
  - Jurriën Timber, footballeur néerlandais. (8 sélections en équipe nationale).
  - Quinten Timber, footballeur néerlandais.
- 2002 :
  - Lee Han-beom, footballeur sud-coréen.
  - Sophie Lewis, coureuse cycliste britannique.
- 2003 :
  - Polina Fouda, gymnaste rythmique égyptienne.
  - Brian Gutiérrez, footballeur américain.
  - Benson Kiplangat, athlète kényan.
  - Tanina Mammeri, joueuse de badminton franco-algérienne.
- 2005 :
  - Funa Nakayama, skateuse japonaise. Médaillée de bronze en street lors des Jeux olympiques de Tokyo en 2020.
- 2006 :
  - Joan Tincres, footballeur français.

## Décès

### XXesièclede1901à1950
- 1931 :
  - Ernest McLea, 55 ans, hockeyeur sur glace canadien. (° 5 février 1876).
- 1932 :
  - Christian Werner, 40 ans, pilote de course automobile allemand. (° 19 mai 1892).
- 1940 :
  - Andrew Hannah, 75 ans, footballeur écossais. (1 sélection en équipe nationale). (° 17 septembre 1864).
- 1946 : 
  - Joe Dawson, 56 ans, pilote de courses automobile américain. (° 17 juillet 1889).
- 1949 : 
  - Arvo Aaltonen, 59 ans, nageur finlandais. Médaillé de bronze du 200m et 400m brasse aux jeux d'Anvers 1920. (° 2 décembre 1889).

### XXesièclede1951à2000
- 1963 : 
  - Eugen Lunde, 76 ans, skipper norvégien. Champion olympique du 6 m JI Jauge internationale aux Jeux de paris 1924. (° 18 mai 1887).
- 1964 : 
  - René Crabos, 65 ans, joueur de rugby à XV français. Médaillé d'argent aux Jeux d'Anvers 1920. (17 sélections en équipe de France). (° 7 février 1899).
- 1968 : 
  - José Nasazzi, 67 ans, footballeur puis entraîneur uruguayen. Champion olympique aux Jeux de Paris 1924 et aux Jeux d'Amsterdam 1928. Champion du monde de football 1930. Vainqueur des Copas América 1923, 1924, 1926 et 1935. (40 sélections en équipe nationale). Sélectionneur de l'équipe d'Uruguay de 1944 à 1945. (° 24 mars 1901).

### XXIesiècle
- 2002 :
  - Fritz Walter, 81 ans, footballeur allemand. Champion du monde de football 1954. (61 sélections en équipe nationale). (° 31 octobre 1920).
  - Willie Davenport, 59 ans, athlète de haies américain. Champion olympique du 110 m haies aux Jeux de Mexico 1968 et médaillé de bronze du 110 m haies aux Jeux de Montréal 1976. (° 8 juin 1943).
- 2004 :
  - Gerry McNeil, 78 ans, hockeyeur sur glace canadien. (° 17 avril 1926).
- 2011 : 
  - David Brockhoff, 82 ans, joueur de rugby à XV puis entraîneur australien. (8 sélections en équipe nationale). (° 8 juillet 1928).
- 2015 : 
  - Ron Clarke, 78 ans, athlète de demi-fond et de fond puis homme politique australien. Médaillé de bronze du 10 000 m aux Jeux Olympiques de Tokyo 1964. Détenteur du Record du monde du 10 000 mètres du 18 décembre 1963 au 3 septembre 1972. (° 21 février 1937).
- 2017 :
  - Pierre Pardoën, 88 ans, cycliste sur route français. (° 8 août 1930).